# S/y Mazurek

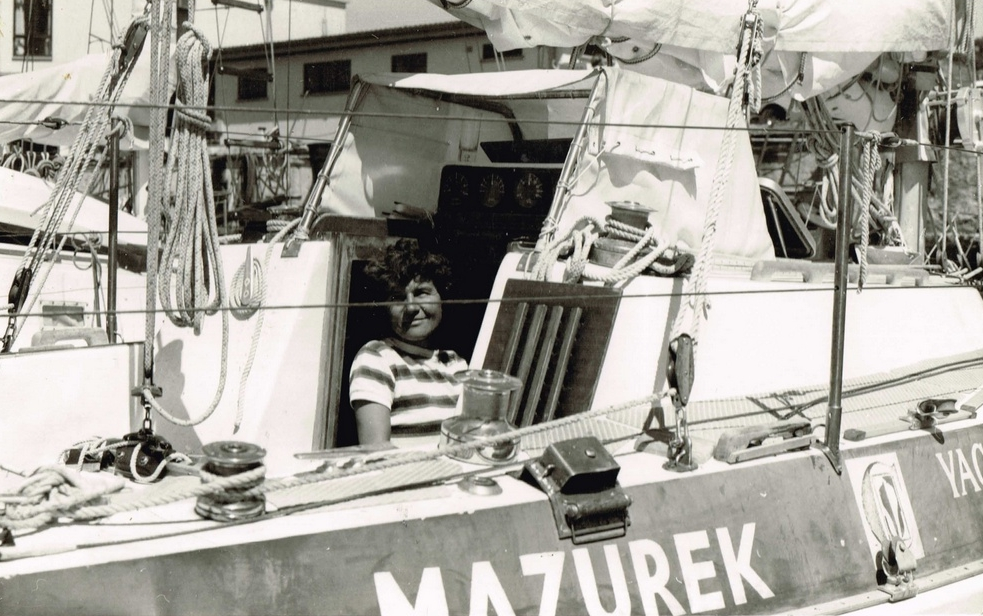
Krystyna Chojnowska-Liskiewicz na pokładzie „Mazurka”

Mazurek – polski jacht żaglowy, na którym Krystyna Chojnowska-Liskiewicz jako pierwsza kobieta samotnie opłynęła dookoła świat w latach 1976-1978.

## Historia
Jacht Mazurek zaprojektowany i zbudowany został w Gdańskiej Stoczni Jachtowej STOGI, obecnie noszącej nazwę Stocznia Jachtowa im. J. Conrada Korzeniowskiego w Gdańsku. Głównym konstruktorem jachtu był Wacław Liskiewicz, mąż Krystyny Chojnowskiej-Liskiewicz. Zaprojektowany na bazie kadłuba jachtu typu Szmaragd III i wykonany z laminatu poliestrowo-szklanego jacht, otrzymał oznaczenie typu Conrad 32. 21 grudnia 1975 odbył się chrzest jachtu i podniesienie bandery.
Jacht został w lutym 1976 zawieziony na pokładzie statku m/s „Brodnica” do portu Las Palmas w Las Palmas na Wyspach Kanaryjskich, skąd 10 marca Krystyna Chojnowska-Liskiewicz wypłynęła w rejs, który jednak został przerwany z powodu drobnych awarii. 28 marca 1976 wyruszyła ponownie z Las Palmas dookoła świata przez Atlantyk, Kanał Panamski, Ocean Spokojny, opływając od południa Australię i Afrykę. Po dwóch latach, 21 marca 1978 zamknęła ona pętlę rejsu dookoła świata w pobliżu Wysp Zielonego Przylądka, przepływając samotnie 28 696 mil morskich. Do Las Palmas dopłynęła w kwietniu. Była pierwszą kobietą, która samotnie okrążyła świat jachtem - jej konkurentka Naomi James zamknęła pętlę dookoła świata później, 8 czerwca 1978, aczkolwiek jej rejs trwał znacznie krócej.
„Mazurek” później przez lata wchodził w skład floty jachtowej COŻ - PZŻ w Trzebieży. Następnym armatorem był kpt. jacht. Marek Hermach, który przeprowadził generalny remont jachtu, zakończony w 2010. Obecnie (od roku 2022) nowym właścicielem jest Narodowe Muzeum Morskie w Gdańsku. Jacht zakupiono dzięki finansowemu wsparciu Towarzystwa Przyjaciół NMM.

### Rejs okołoziemski „Mazurka”
1976
- 28 marca start z Las Palmas na Wyspach Kanaryjskich
- 25 kwietnia dopłynięcie do Barbadosu
- 12 lipca przejście przez Kanał Panamski
- 17 lipca wyjście na Ocean Spokojny
- 29 lipca przekroczenie równika na długości geograficznej 085°19,30"W
- 26 sierpnia dotarcie do Oceanii, wyspy Markizy
- 25 października wejście do portu Suva na Fidżi
- 10 grudnia przybycie do Sydney w Australii

1977
- 12 kwietnia zawinięcie do Mooloolaba
- 23 lipca przybycie do Portland Roads
- 17 września wyjście z portu Darwin na Ocean Indyjski
- 15 listopada dopłyniecie do Mauritiusa
- 12 grudnia zawiniecie do Durbanu w Południowej Afryce

1978
- 5 lutego wyjście na Ocean Atlantycki z Kapsztadu
- 20 marca  o godzinie 21:00 GMT zamknięcie pętli wokółziemskiej na pozycji 16°08,5′N 035°50,0′W/16,141667 -35,833333
- 21 kwietnia dotarcie do portu Las Palmas na Wyspach Kanaryjskich